# Gotra carinifrons
Gotra carinifrons är en stekelart som beskrevs av Cameron 1903. Gotra carinifrons ingår i släktet Gotra och familjen brokparasitsteklar. Inga underarter finns listade i Catalogue of Life.